# Mercedes-Benz Sonderklasse (Type 140)
Mercedes-Benz Classe S/Classe CL (Type 140)
La Mercedes-Benz Type 140 est une série de véhicules haut de gamme du constructeur automobile allemand Mercedes-Benz. Elle fut produite de juillet 1991 à septembre 1998 et a reçu deux restylages, en 1994 et 1997. Le constructeur a principalement fabriqué ce modèle en trois carrosseries différentes : en berline tricorps à quatre portes standard (W140) et longue (V140), ainsi qu'en coupé deux portes (C140). Une version limousine (VV140) a également été proposée à partir de septembre 1995.
En 1993, Mercedes-Benz a lancé les Classes et tous les modèles en production durant cette période changèrent de dénomination. La berline Type 140 en fit partie et passa donc de la Sonderklasse (« classe spéciale » en français), lancée dans les années 1970 avec la Type 116, en Classe S. Quant au coupé, il fut passé sous la dénomination de Classe CL en 1996.
En septembre 1998, après huit années de production, la 140 fut arrêtée avec plus de 430 000 exemplaires fabriqués. La berline a été remplacée par la Classe S Type 220 et la version coupé par la Classe CL Type 215. Quelques exemplaires sont vendus jusqu'à début 1999 afin d'écouler les derniers stocks. Les modèles blindés V140 et VV140 ont été disponibles jusqu'en 2000,,.
Ce modèle est également connu pour l'accident mortel de la princesse Diana Spencer à Paris en août 1997 et en tant que voiture présidentielle de plusieurs chefs d'État et du pape Jean-Paul II.

## Historique

### Conception et développement

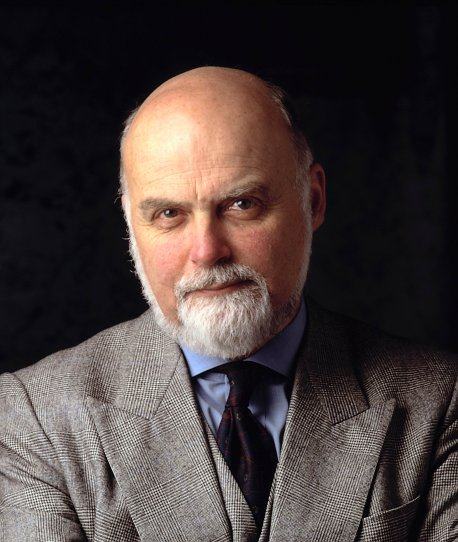
Bruno Sacco en 2007.

Le développement de la Type 140 a commencé en 1981 et la production devait initialement débuter en octobre 1989. Au début du développement, le budget prévu était d'environ trois milliards de Deutsche Marks,. Le concepteur en chef était Bruno Sacco. Entre 1982 et 1986, plusieurs projets de conception ont été élaborés et le 9 décembre 1986, l'un d'eux a été sélectionné par le designer français Olivier Boulay. En 1987, plusieurs prototypes ont ensuite été testés (vingt unités en premier lieu ; 52 au total) et la conception finale de la production a été fixé et validé en fin d'année 1987 ; des brevets allemands ont été déposés le 23 février 1988. En 1989, la marque japonaise Lexus présente sa berline de luxe, la LS 400. En réponse à leur qualité et à leur équipement, Daimler-Benz a été contraint d'apporter des améliorations peu avant le début de la production en série en 1991 afin de consolider la position de marché de la 140,,. Selon le magazine américain Motor Trend, ceci a causé des dépassements de coût de développement du projet (plus d'un milliard de Dollars) et a eu comme conséquence le licenciement de Wolfgang Peter, l'ingénieur en chef de Daimler-Benz.

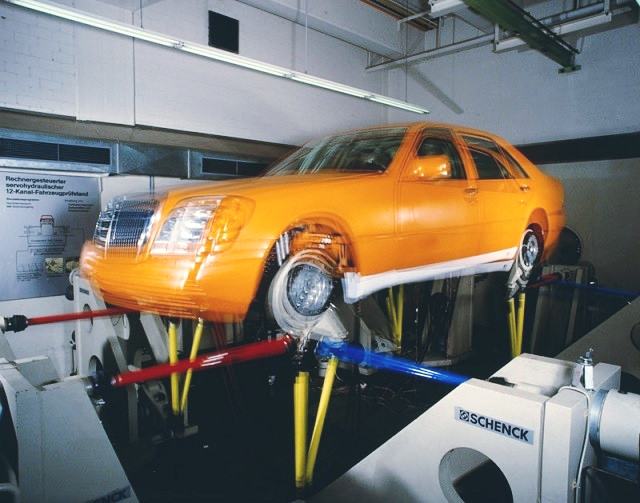
Banc d'essai Schenck.

Pour la première fois, un test qui contrôle à la fois les suspensions et la rigidité de la coque a été utilisé, ce banc d'essai fabriqué en collaboration avec l'entreprise française Schenck, quelques heures peuvent représenter ce que subira une vraie voiture sur plusieurs centaines de milliers de kilomètres (70 heures = environ 325 000 km). Ce test a permis aux ingénieurs Mercedes-Benz d'avoir des données cruciales pour déterminer la durabilité de divers systèmes et leur permettent de créer une voiture d'une endurance inégalée.
Viendra ensuite les essais routiers dans lequel Mercedes-Benz aura utilisé soixante-dix voitures d'essai et auront parcouru un total de cinq millions de kilomètres. Que ce soit le grand froid nordique ou l'extrême chaleur du désert du Nevada, la Type 140 a eu droit à tous les tests grandeur nature. Quelques paparazzis ont pu la photographier dans son camouflage qui était à l'époque assez léger.
La Type 140 a présenté des innovations qui marquent un saut technologique chez Mercedes-Benz, notamment avec la mise en réseau des calculateurs via le bus de données CAN (Controller Area Network ; Réseau de zone de contrôleur en français), les fenêtres double-vitrage électriques et anti-pincement, la fermeture assistée pour les portières et le coffre, les témoins arrière de stationnement qui sortent des ailes arrière (qui seront ensuite remplacés par le stationnement aidé par sonar « Parktronic »), une commande vocale pour le téléphone de la voiture, et le système de chauffage à récupération d'air chaud fonctionnant après que le moteur a été arrêté. Pour tous ces équipements, la 140 est souvent considérée comme la dernière Mercedes-Benz « suréquipée », une caractéristique qui provoque retards et surcoûts. Mais même avec des dimensions extérieures nettement plus grandes, la prétention au leadership de Mercedes-Benz dans la classe de luxe doit être claire. L'ajout du gros moteur V12 à la gamme de moteurs était une réaction au concurrent BMW, qui avait lancé la E32 750i avec un moteur douze cylindres en 1987. Après l'été 1990 est lancée la production des véhicules de pré-série (400 SE(L), 500 SE(L), 600 SE(L) et 300 SD Turbo).

### Présentation et lancement

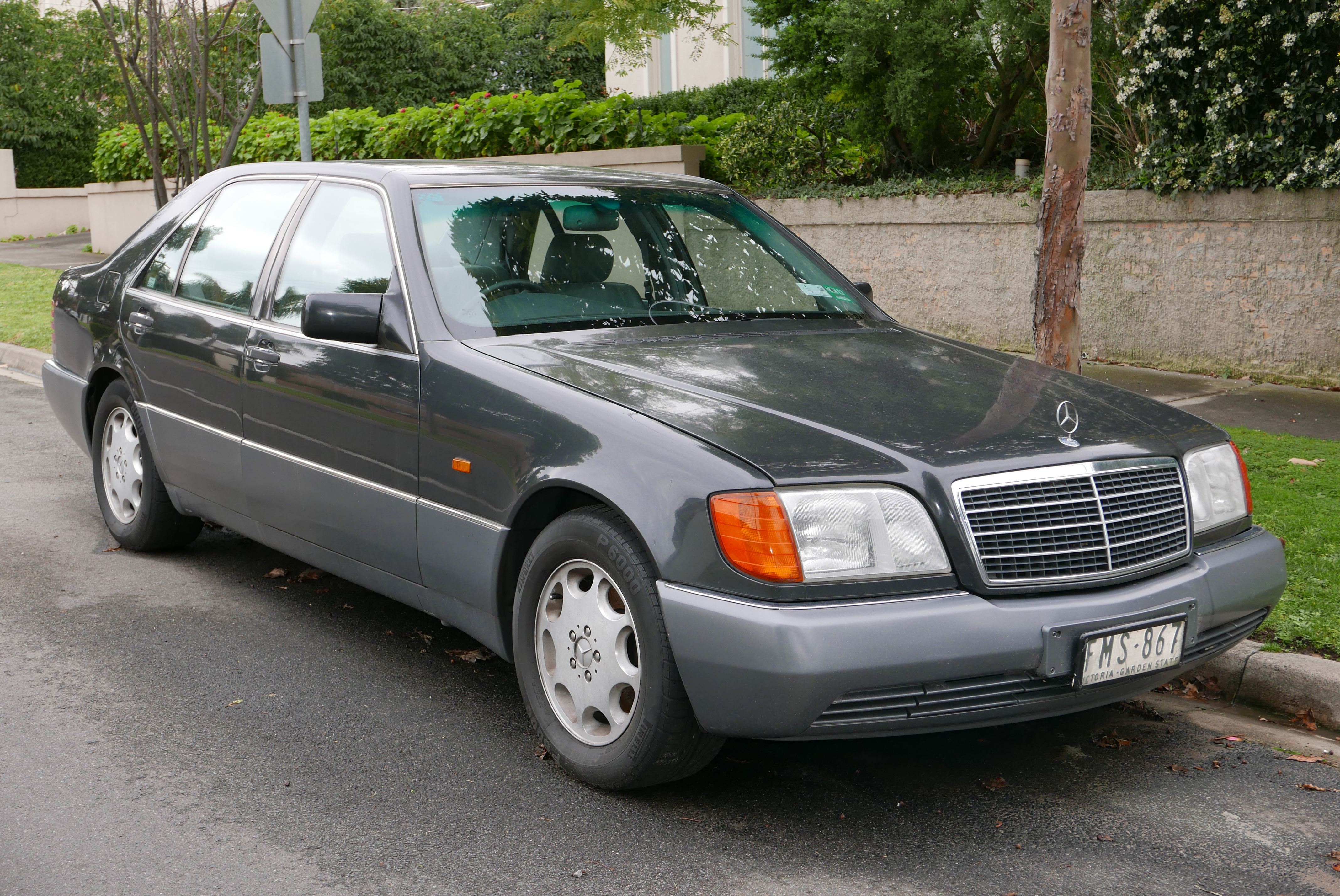
Une Mercedes-Benz 500 SEL (V 140) de 1992 (Phase 1).

#### Phase 1
La Type 140 a été présentée à la presse en avant-première à l'Hôtel Noga Hilton à Genève le 4 mars 1991, puis au Salon de l'Automobile de Genève quelques jours après par le président du conseil d'administration de Mercedes-Benz Werner Niefer. Les premiers exemplaires sont sortis de la chaîne de production le 6 août 1991. Comme sa prédécesseur, la berline était disponible en deux longueurs avec l'empattement court (SE) et l'empattement long (SEL) et sont disponibles dès le début de la commercialisation. Elle était initialement prévue avec une carrosserie unique.
Les neuf premier mois suivant le lancement sur le marché, la berline a été livrée à près de 48 000 exemplaires. À titre de comparaison, BMW n'a pu vendre que 35 000 exemplaires de la Série 7 E32 tout au long de l'année 1991. Cette même année, un nouveau moteur V12 de 6,0 L de cylindrée développant 408 ch, le M 120, est monté pour la première fois sur la 600 SE, la 600 SEL (ce qui en faisait, chacune, les berlines les plus puissantes au monde). Un insigne « V12 » est apposé sur le montant arrière. C'est ce même moteur qu'a utilisé le constructeur italien Pagani pour son modèle Zonda.
Le coupé (SEC), quant à lui, a été présenté pour la première fois en janvier 1992 au Salon international de l'automobile d'Amérique du Nord situé dans la ville de Détroit. La présentation en Europe a suivi deux mois plus tard au Salon de l'automobile de Genève. Leurs moteurs, et la plupart de la technologie, sont similaires à ceux de la berline W140. Les 300 SE 2.8 et 300 SD font leurs débuts au salon de Paris en octobre. Mercedes-Benz présente également un véhicule d'essai à carburant flexible pour le fonctionnement au méthanol basé sur la 300 SE.

#### Réglementation pour les gros moteurs
Initialement pour le coupé, deux variantes étaient proposées à partir d'octobre 1992 : la 500 SEC avec un moteur V8 développant 320 ch et la 600 SEC avec le moteur V12 M 120. Ce dernier à cependant été modifié afin que sa puissance ne dépasse pas les 400 ch ; celui-ci développe donc 394 ch. En Europe, dès 1992, une législation européenne est mise en place visant à réduire les émissions des véhicules à moteurs à explosion.
Début 1993, la puissance des berlines V8 baissent également et passent à 279 et 320 ch pour se conformer aux règlements plus restrictifs des contrôles des émissions aux États-Unis et en Europe.

### Restylages et nouvelles dénominations

#### Phase 2
Comme tous les modèles de Mercedes-Benz, la Type 140 a été rationalisée vers la fin de l'année 1993 utilisant la nouvelle nomenclature. Les noms de « SE », « SEL » et « SEC » ont été retirés au profit de désignations alphanumériques inversées. Par exemple, la 500 SE est devenu la S 500, la 500 SEL est devenu la S 500 L et la 500 SEC est devenu la S 500 C. Cette nouvelle dénomination permet également à la marque de revisiter le lifting des différents modèles ; ainsi, la Type 140 est proposée en Phase 2. Elle a été présentée au Salon de l'Automobile de Genève en mars 1994.
Au niveau de l'esthétique, l'échancrure des parties inférieures du pare-chocs et des surfaces de protection latérales était plus prononcée, et les deux étaient divisées horizontalement par un bourrelet circonférentiel. La calandre et les phares ont changé, ils sont apparus plus larges. Les modèles à six et huit cylindres ont reçu une calandre redessinée avec un pli vertical au milieu. Dans le même temps, une version séparée avec des ailettes transversales chromées et un cadre chromé considérablement élargi a été utilisée pour les moteurs V12. La partie arrière a également été revue : l'arrière est apparu plus large et plus bas dans l'ensemble. Quelques mois après la présentation du modèle facelift Phase 2, les rétroviseurs extérieurs étaient également légèrement arrondis et pourvus d'un bourrelet horizontal. Les caches clignotants avant passes de l'orange à blanc et les phares sont équipés d'ampoules H7 et H1 séparées (les véhicules pré-1995 utilisaient une ampoule H4 et H3).

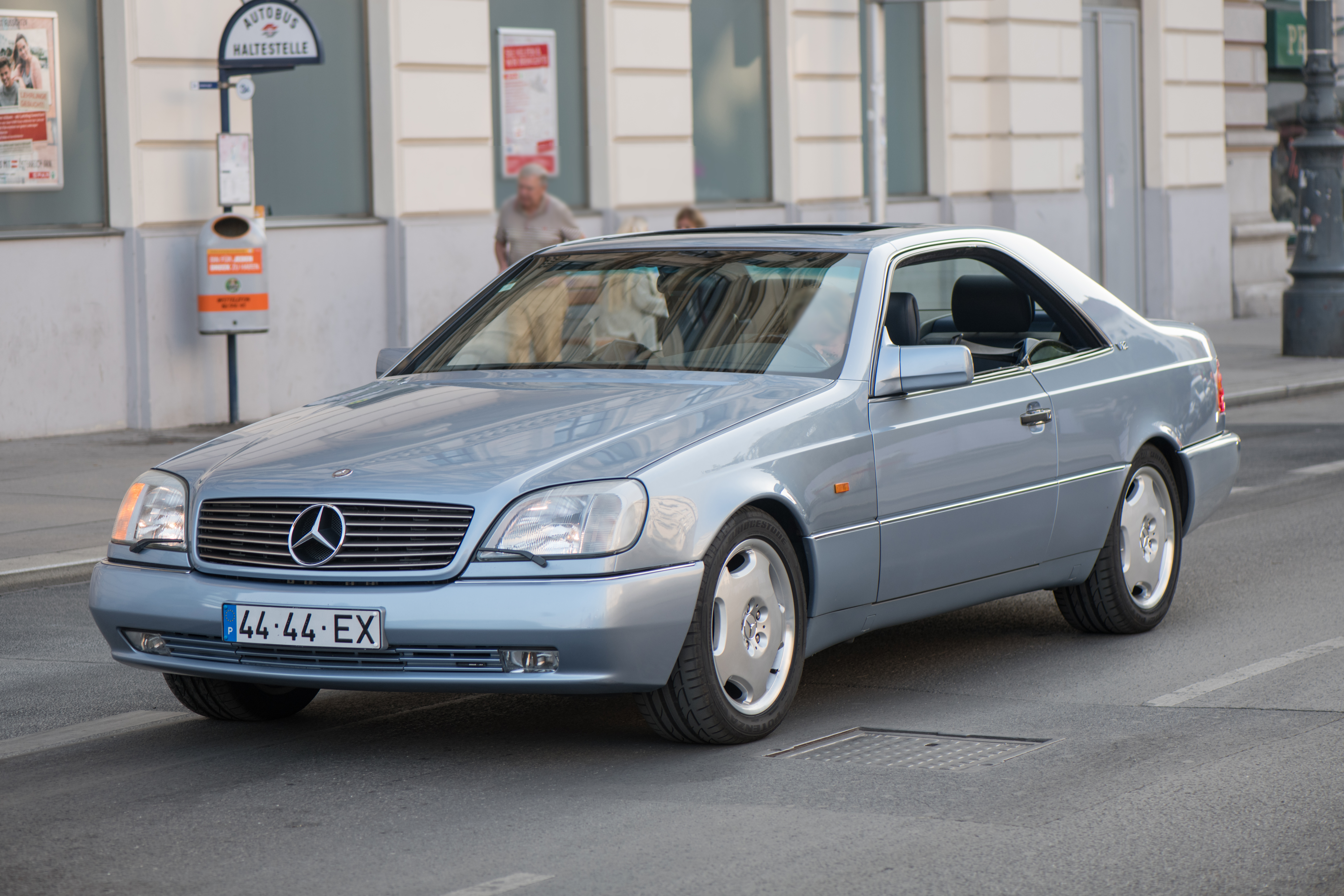
Une Coupé C140.

Au salon de Genève en mars 1994, deux ans après sa première européenne, la famille des coupés se renforce avec la S 420 C. Comme son homologue à quatre portes de la gamme des berlines, le coupé est équipé d'un moteur V8 de 4,2 litres à quatre soupapes et développe la même puissance que la S 420, soit 279 ch.
Trois innovations techniques fondamentales étaient disponibles pour la première fois dans la S 600 C en mai 1995. La première était une boîte de vitesses automatique à cinq rapports entièrement nouvelle avec un embrayage de verrouillage du convertisseur de couple à glissement contrôlé et une commande électronique a été introduite, ce qui a réduit la consommation de carburant. Cette nouvelle boîte de vitesses automatique est nettement plus légère et plus compacte que les autres boîtes comparables à cinq rapports de l'époque et était également moins chère à fabriquer car le nombre de pièces individuelles pouvait être réduit de près de 40 %. La deuxième innovation, introduite en même temps et était également la première Mercedes-Benz à en être équipée, a été le programme de stabilité électronique (l'ESP), qui assiste le conducteur dans les situations critiques en neutralisant le moment de lacet (rotation autour de l'axe vertical) sous contrôle informatique par le freinage ciblé d'une ou plusieurs roues, contribuant ainsi à la sécurité de conduite. La troisième innovation, était l'introduction du système de navigation GPS Auto Pilot System APS, comprenant un CD-ROM, des cartes et un écran couleur.
Après le restyling du milieu de l'année en 1994, Mercedes-Benz a fait de l'ESP une option mais les berline et les coupés ont été équipées de l'ASR (antipatinage) de série.
En 1995, les témoins arrière de stationnement qui sortent des ailes arrière ont été remplacés par le système « Parktronic » : un sonar qui mesure la distance du pare-chocs aux obstacles.

#### Phase 3
En juin 1996, la Type 140 subit une troisième et dernière révision. Certaines pièces de carrosseries qui étaient auparavant conservées dans une couleur contrastante sont désormais disponibles dans la couleur de la carrosserie. De plus, les clignotants intégrés aux feux arrière ont reçu un cache blanc. D'autres changements principaux, au niveau sécurité étaient la transmission automatique à cinq rapports avec embrayage de verrouillage du convertisseur de couple et commande électronique était désormais de série sur tous les modèles (à l'exception de la S 280), le système de contrôle de traction (ASR) était désormais de série, des airbags conducteur et passager avant ainsi que latéraux sont désormais de série sur tous les modèles et une détection d'occupation du siège pour le déclenchement de l'airbag passager avant. D'autres changements étaient, entre autres, un capteur de pluie qui régule l'intervalle d'essuyage en fonction de la quantité de pluie, des phares au xénon (uniquement pour les feux de croisement) avec système de nettoyage des phares et contrôle dynamique de la portée des phares (en option) ou encore des filets à bagages dans le coffre et le plancher du passager. Il y a eu d'autres changements dans la production en série qui n'ont pas été introduits à ces dates de lifting, comme l'antidémarrage disponible en standard sur tous les modèles en décembre 1993.
En 1996, après un restylage de milieu de vie, les coupés ont été séparés dans la Classe CL. Cette même année, Mercedes-Benz lance une campagne de rappel d'environ 70 000 véhicules : les flexibles de frein avant devaient être équipés d'entretoises.
L'arrêt définitif des berlines et coupé auront lieu en septembre 1998, presque exactement six ans après le lancement de la série principale. Les berlines seront remplacée par la Classe S Type 220 et la coupé par la Classe CL Type 215. La Type 140 devait être équipée d'une suspension pneumatique en option, mais Mercedes-Benz perfectionnait la technologie et a choisi de la lancer avec la Classe S de la génération suivante en 2000.

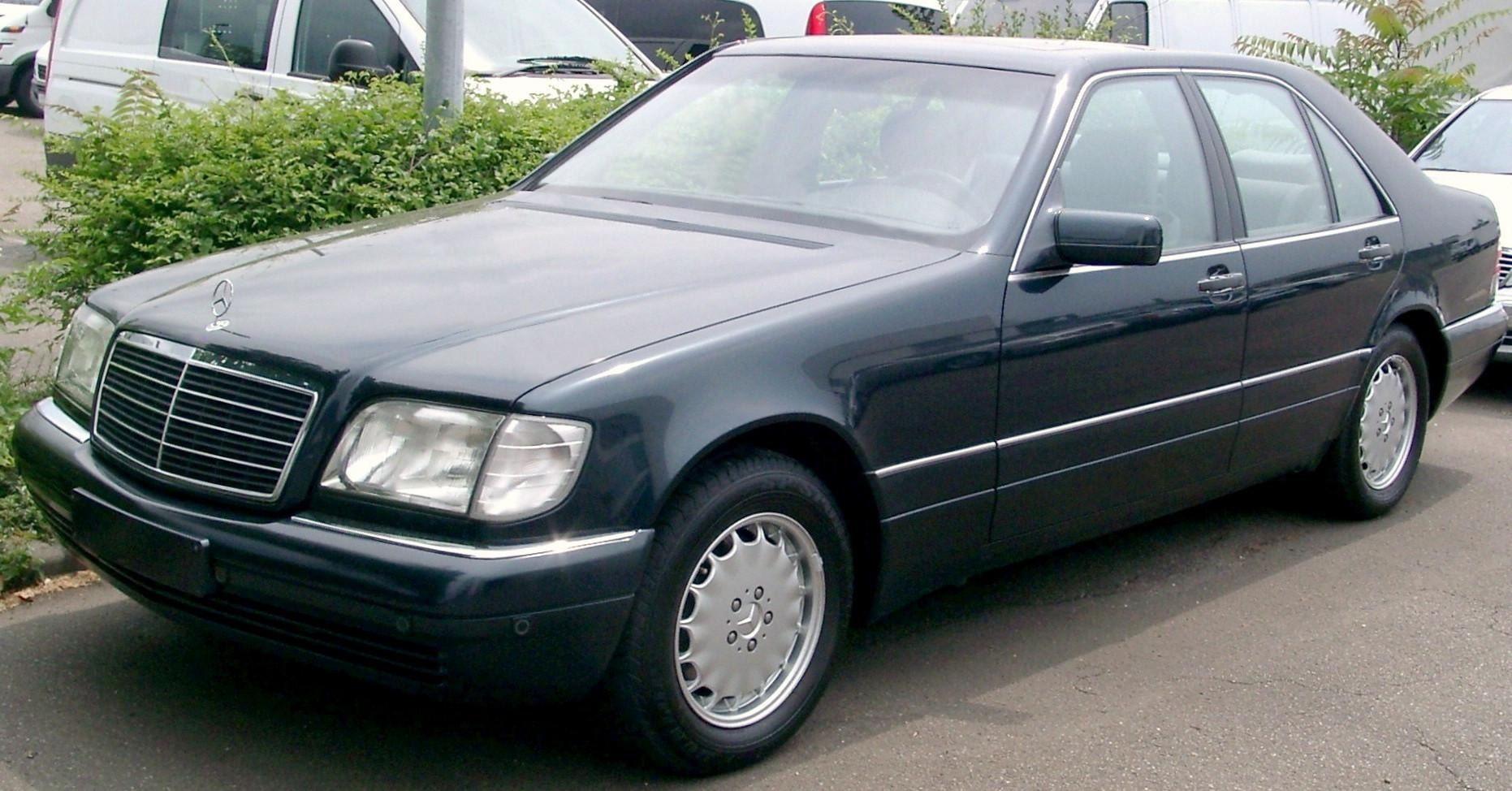
Vue avant de la Phase 3.
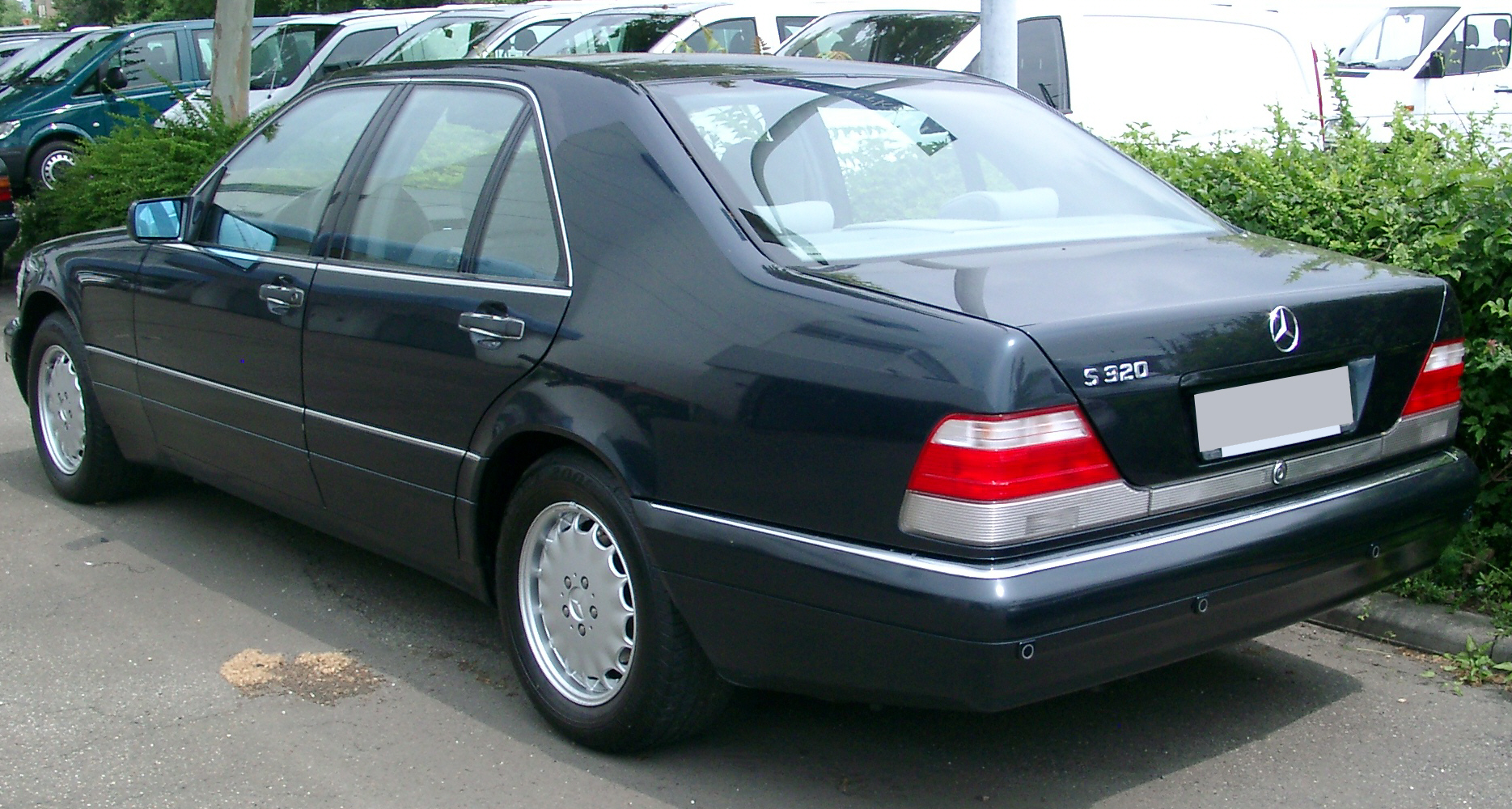
Vue arrière de la Phase 3.

| Générations                                                           | Dérivés de chez Mercedes-Benz                                     | Modèle(s) similaire(s) |
| --------------------------------------------------------------------- | ----------------------------------------------------------------- | --- |
| Mercedes-Benz Type 140 Phase 1 Berlines et coupé (1991 - 1994)        | Classe E (W124 - 500E) (berline) ; Classe SL (Type 129) (coupé).  | Berlines : BMW Série 7 (E32) ; Jaguar XJ40 ; Lexus LS (XF10) ; Rolls-Royce Silver Spirit. Coupé : BMW Série 8 (E31) ; Jaguar XJS.                   |
| Mercedes-Benz Type 140 Phase 2 Berlines et coupé (1994 - 1996)        | Classe E (W124 - E 500) (berline) ; Classe SL (Type 129) (coupé). | Berlines : Audi A8 D2 ; BMW Série 7 (E38) ; Jaguar XJ (X300) ; Lexus LS (XF20) ; Rolls-Royce Silver Spirit. Coupé : BMW Série 8 (E31) ; Jaguar XJS. |
| Mercedes-Benz Type 140 Phase 3 Berlines et coupé (1996 - 1998 (2000)) | Classe SL (Type 129) (coupé).                                     | Berlines : Audi A8 D2 ; BMW Série 7 (E38) ; Jaguar XJ (X308) ; Lexus LS (XF20) ; Rolls-Royce Silver Spirit. Coupé : BMW Série 8 (E31) ; Jaguar XK8. |

## Les différentes versions
| Logo de Mercedez-Benz. | Carrosseries                                                        | 1987-1988  | 1991                  | 1992                  | 1993                  | 1994                          | 1995                         | 1996                         | 1997                    | 1998                    |
| Logo de Mercedez-Benz. | Carrosseries                                                        | Prototypes | Phase 1 (Sonderklass) | Phase 1 (Sonderklass) | Phase 1 (Sonderklass) | Phase 2 (Classe S - S Coupé)  | Phase 2 (Classe S - S Coupé) | Phase 2 (Classe S - S Coupé) | Phase 3 (Classe S - CL) | Phase 3 (Classe S - CL) |
| Mercedes-Benz Type 140 | Berline standard (W140) - Berline longue (V140) - Limousine (VV140) |            |                       | 300 SE 2.8            | 300 SE 2.8            | S 280                         | S 280                        | S 280                        | S 280                   | S 280                   |
| Mercedes-Benz Type 140 | Berline standard (W140) - Berline longue (V140) - Limousine (VV140) |            |                       | 300 SD Turbo          | 300 SD Turbo          | S 350 Turbodiesel             | S 350 Turbodiesel            | S 350 Turbodiesel            | S 300 Turbodiesel       | S 300 Turbodiesel       |
| Mercedes-Benz Type 140 | Berline standard (W140) - Berline longue (V140) - Limousine (VV140) |            | 300 SE / 300 SEL      | 300 SE / 300 SEL      | 300 SE / 300 SEL      | S 320 / S 320 L               | S 320 / S 320 L              | S 320 / S 320 L              | S 320 / S 320 L         | S 320 / S 320 L         |
| Mercedes-Benz Type 140 | Berline standard (W140) - Berline longue (V140) - Limousine (VV140) |            | 400 SE / 400 SEL      | 400 SE / 400 SEL      | 400 SE / 400 SEL      | S 420 / S 420 L               | S 420 / S 420 L              | S 420 / S 420 L              | S 420 / S 420 L         | S 420 / S 420 L         |
| Mercedes-Benz Type 140 | Berline standard (W140) - Berline longue (V140) - Limousine (VV140) |            | 500 SE / 500 SEL      | 500 SE / 500 SEL      | 500 SE / 500 SEL      | S 500 / S 500 L               | S 500 / S 500 L              | S 500 / S 500 L              | S 500 / S 500 L         | S 500 / S 500 L         |
| Mercedes-Benz Type 140 | Berline standard (W140) - Berline longue (V140) - Limousine (VV140) |            |                       | 600 SE / 600 SEL      | 600 SE / 600 SEL      | S 600 / S 600 L               | S 600 / S 600 L              | S 600 / S 600 L              | S 600 / S 600 L         | S 600 / S 600 L         |
| Mercedes-Benz Type 140 | Berline standard (W140) - Berline longue (V140) - Limousine (VV140) |            |                       |                       |                       | S 500 Pullman / S 600 Pullman |                              |                              |                         |                         |
| Mercedes-Benz Type 140 | Coupé (C140)                                                        |            |                       |                       |                       | S 420 Coupé                   | S 420 Coupé                  | S 420 Coupé                  | CL 420                  | CL 420                  |
| Mercedes-Benz Type 140 | Coupé (C140)                                                        |            |                       | 500 SEC               | 500 SEC               | S 500 Coupé                   | S 500 Coupé                  | S 500 Coupé                  | CL 500                  | CL 500                  |
| Mercedes-Benz Type 140 | Coupé (C140)                                                        |            |                       | 600 SEC               | 600 SEC               | S 600 Coupé                   | S 600 Coupé                  | S 600 Coupé                  | CL 600                  | CL 600                  |

Légende couleur : Essence ; Diesel

### Désignations

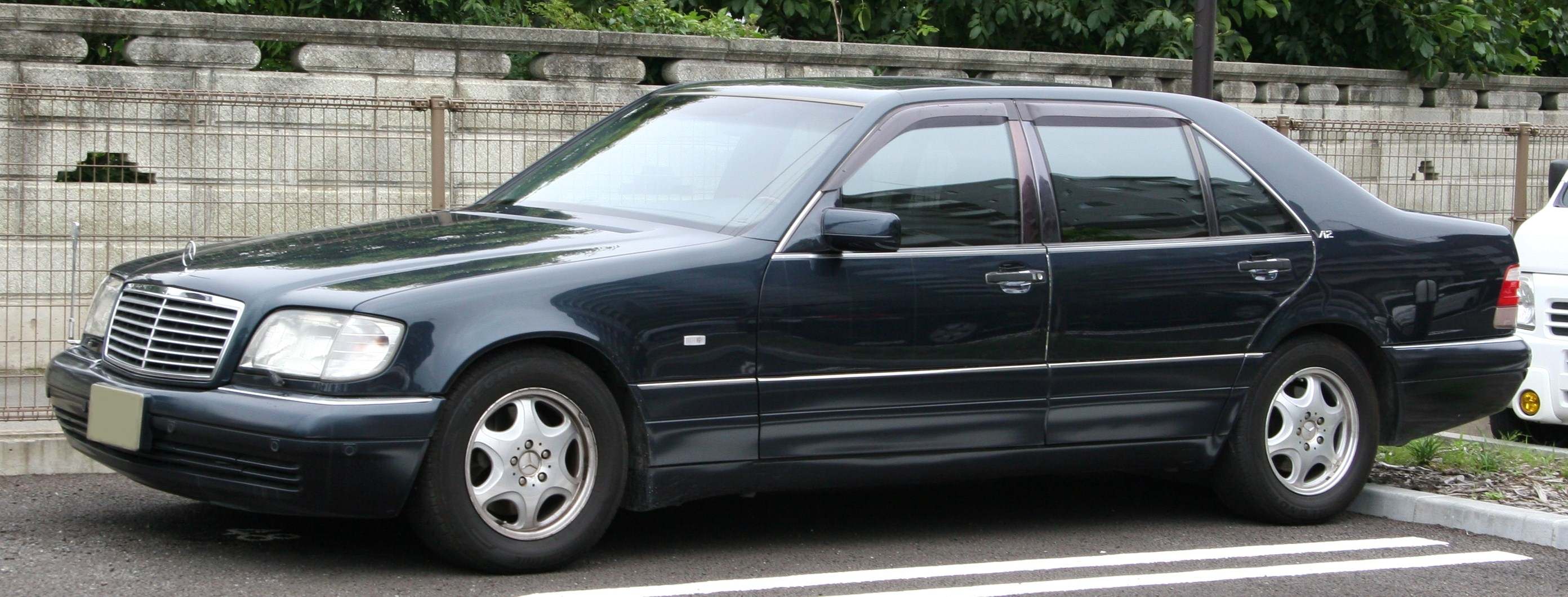
Une S 600 L (V140).

Avant la nouvelle nomenclature de 1993 : 
- les chiffres (300, 400, 500 et 600) désignent la cylindrée approximative. Exemple : 500 = 5,0 l (4 973 cm3) ;
- les lettres (SD, SE, SEL et SEC) désignent la gamme, le type d'injection et la carrosserie.
  - S = Sonderklass (Classe Spécial) ; D = Diesel ; E = Einspritzung (injection) ; L = Long / C = Coupé. Tous les modèles essence sont donc à injection.

Après la nouvelle nomenclature de 1993 : 
- les premières lettres (S ou CL) désignent la Classe ;
- les chiffres (280, 300, 320, 350, 420, 500 et 600) désignent la cylindrée approximative. Exemple : 420 = 4,2 l (4 196 cm3) ;
- les secondes lettres (C ou L) désignent la carrosserie (Coupé ou Long).

### Carrosseries
- Berline (W140) : carrosserie standard de la gamme avec un empattement de 3 040 mm.
- Berline longue (V140) : déclinaison avec un châssis rallongé. Celle-ci a un empattement de cent millimètre plus long que la berline standard (3 140 mm).
- Coupé (C140) : elle utilise la plate-forme de la berline W140 commercialisée dès 1991, mais avec un empattement de 2 945 mm. Elle était disponible avec les moteurs V8 et V12[7].
- Limousine Pullman (VV140) : cette carrosserie, particulièrement rare, est fabriquée à la demande des clients. Son empattement est de 4 140 mm et sa longueur de 6 213 mm.

### Versions spécifiques

#### LimousineVV140-S 500PullmanetS 600Pullman

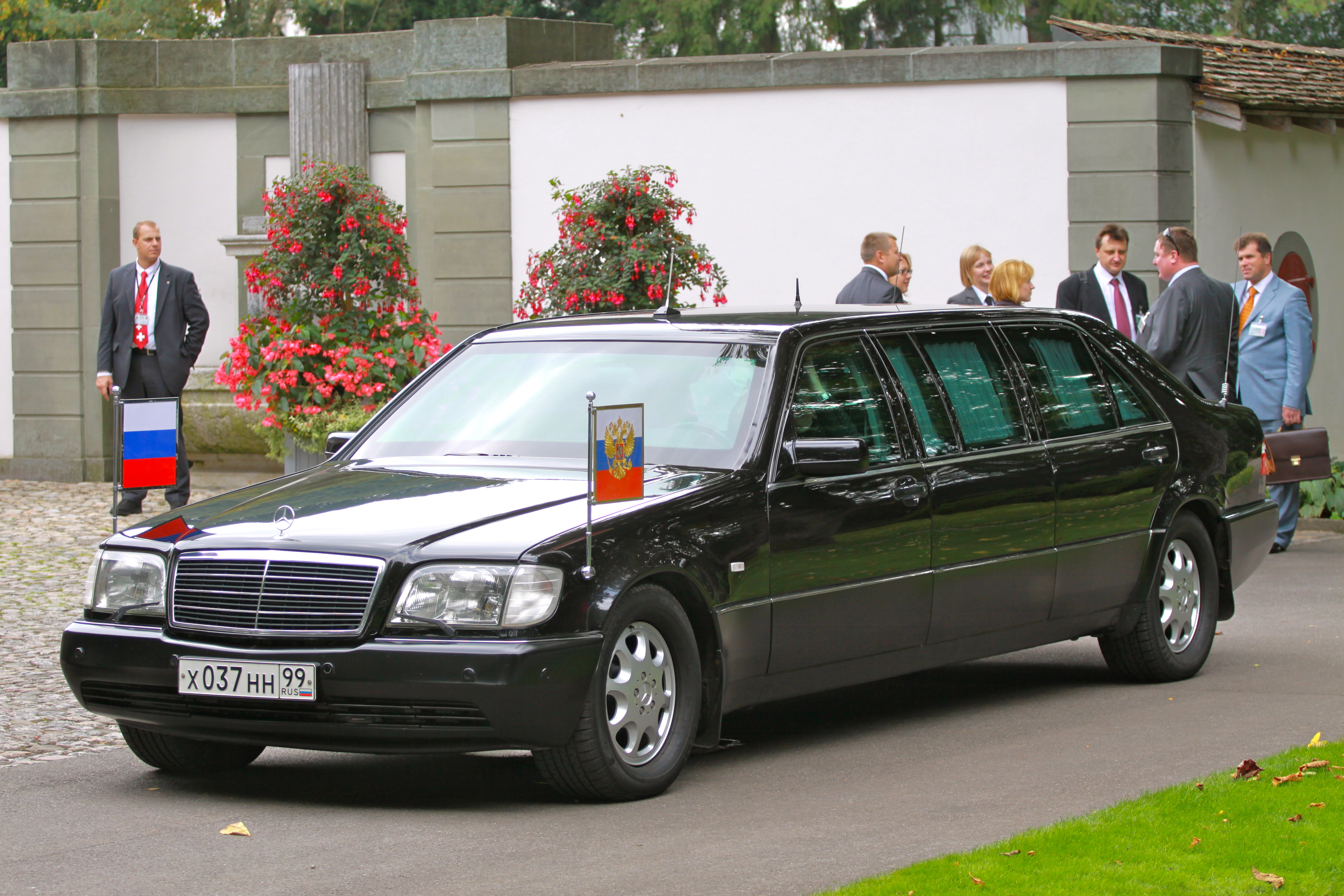
La S 600 Pullman en tant que voiture d'État du président russe de l'époque, Dmitri Medvedev.

La S 600 Pullman a été présentée en septembre 1995 au salon de l'automobile de Francfort. Les premières Pullman ont été commercialisées en août 1996, puis en 1997, les S 500 Pullman sont proposées. Avec ce modèle, Mercedes-Benz poursuit la tradition d'offrir un véhicule représentatif et atteint le summum au niveau luxe permettant de rivaliser avec des marques automobiles tel que Rolls-Royce. Ce véhicule avec chauffeur mesure 6,213 m de long, soit un mètre de plus que la version à empattement long de la Type 140. Le poids à vide est de 2 700 kg, sa vitesse de pointe était limitée à 210 km/h et le prix d'achat, en 1997, était de 604 900 Deutsche Marks, soit aujourd'hui environ 309 280 €. Ces dernières peuvent être blindées au choix du client.
En 2016, La municipalité de Shanghai a vendu ses huit limousines ; d'après les journaux locaux, les enchères ont grimpé à l'équivalent de 90 000 € par véhicule. À l'époque, lors de leurs activités, l'entreprise Jinjiang Automobile Service était chargée de les allonger d'un mètre mais également de les équiper d'une télévision et d'un réfrigérateur. Elles seront renommées Dynasty 1000 et étaient au nombre de onze,.

#### LandauletVF140-S 500 LLandaulet

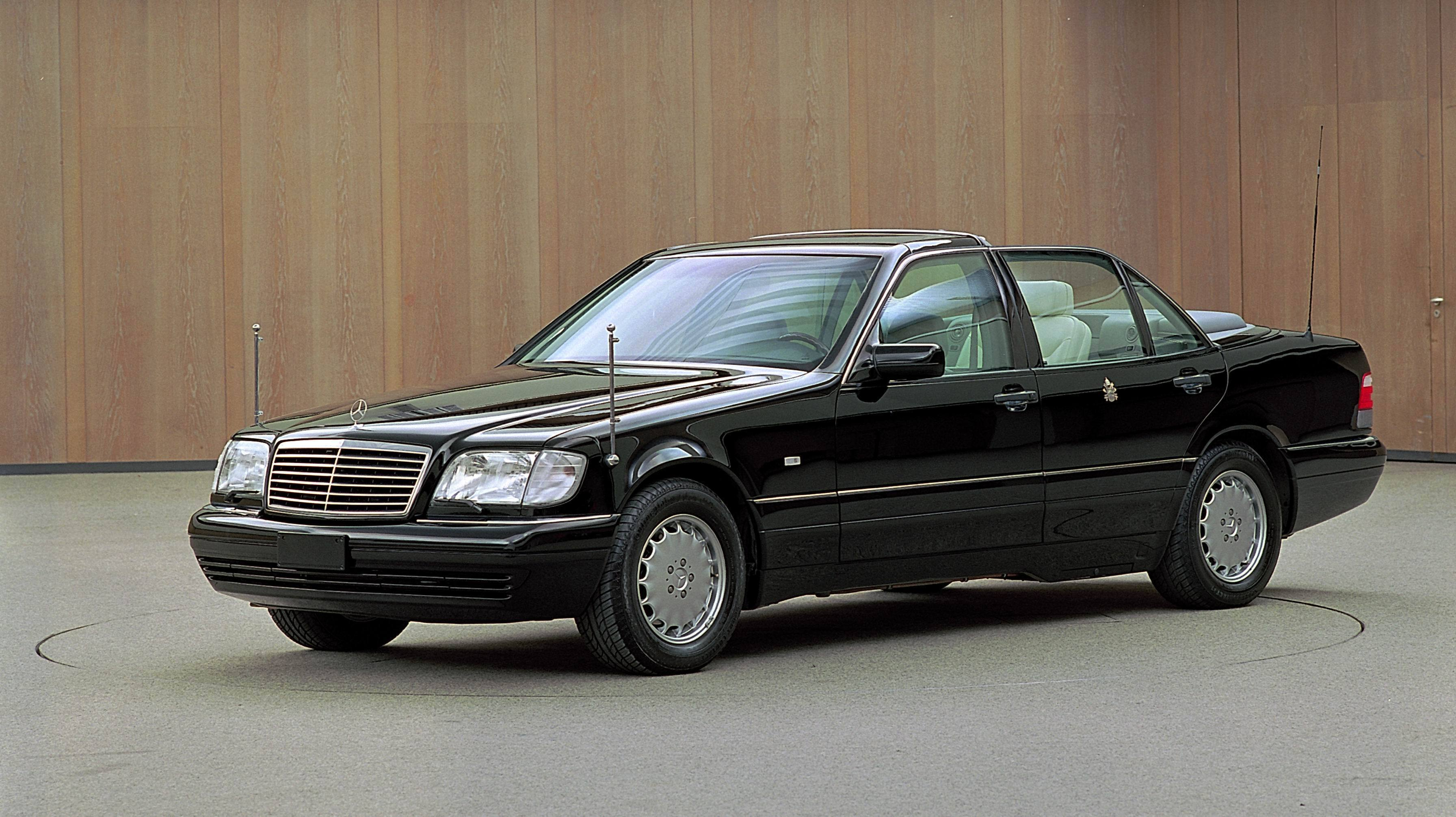
Mercedes-Benz S 500 L Landaulet.

Ce modèle unique a été fabriqué en mars 1997 pour le pape Jean-Paul II lors de ces déplacements et séminaires auprès du public. La carrosserie landaulet correspond à une longue berline avec l'arrière ouvert. Elle est munie du moteur V8 de 320 ch et dispose d'un blindage mais en cas d'attaque, l'arrière est très vulnérable. Elle servira ensuite au pape Benoît XVI en 2005.

#### Versions AMG -S 600 AMG/S 60 AMG/S 70 AMG/S 73 AMG
Sur la Série 140, quatre modèles AMG ont été proposés à très faible quantité. Basé sur la 500 avec le moteur V8 M 119, AMG a intégré certains des moteurs connus des modèles E 60 AMG et SL 60 AMG dans la Type 140 ; ce modèle sera nommé S 60 AMG. Le V8 de 6,0 litres développe 381 ch. Il était également possible d'avoir un modèle V12 avec un moteur M 120 boosté. Pour la S 600 AMG, la puissance était de 440 ch.
Les moteurs douze cylindres modifiés de 7,0 et 7,3 litres basés sur la S 600 ont également été installés, avec respectivement 496 et 525 ch. Des modifications ont également été apportées à la transmission et au châssis. Ces deux versions ont été nommées S 70 AMG et S 73 AMG.

#### Version break AMG -S 73 T AMG
Hassanal Bolkiah, le Sultan du Brunei, a demandé à Mercedes-Benz un véhicule très spécifique. La S 73 T AMG est un modèle break ayant le corps d'une berline Type 140 mais avec l'avant d'un coupé 600 SEC, l'arrière d'une Classe E Type 210, avec les feux d'une berline Type 140 et le moteur V12 M 120 de la SL 73 AMG développant 565 ch. Elle a été fabriquée à dix-huit exemplaires dont dix sont au Sultant.

#### Version breakS 500 T
Un homme d'affaires autrichien voulait transformer sa Type 140 en break. Il a fait appel à CADFORM (ancien partenaire de Mercedes-Benz pour la conception des prototypes et des composants intérieurs), qui a développé le concept qui a finalement été construit par Binz (fournisseur interne de Daimler pour les carrosseries spéciales depuis 1939). Mercedes-Benz était si satisfait du résultat qu'ils ont approuvé une série limitée de 100 exemplaires. 20 000 brochures ont été imprimées et envoyées dans le monde entier, mais pour une raison quelconque, la production n'a jamais eu lieu.

#### Versions blindées

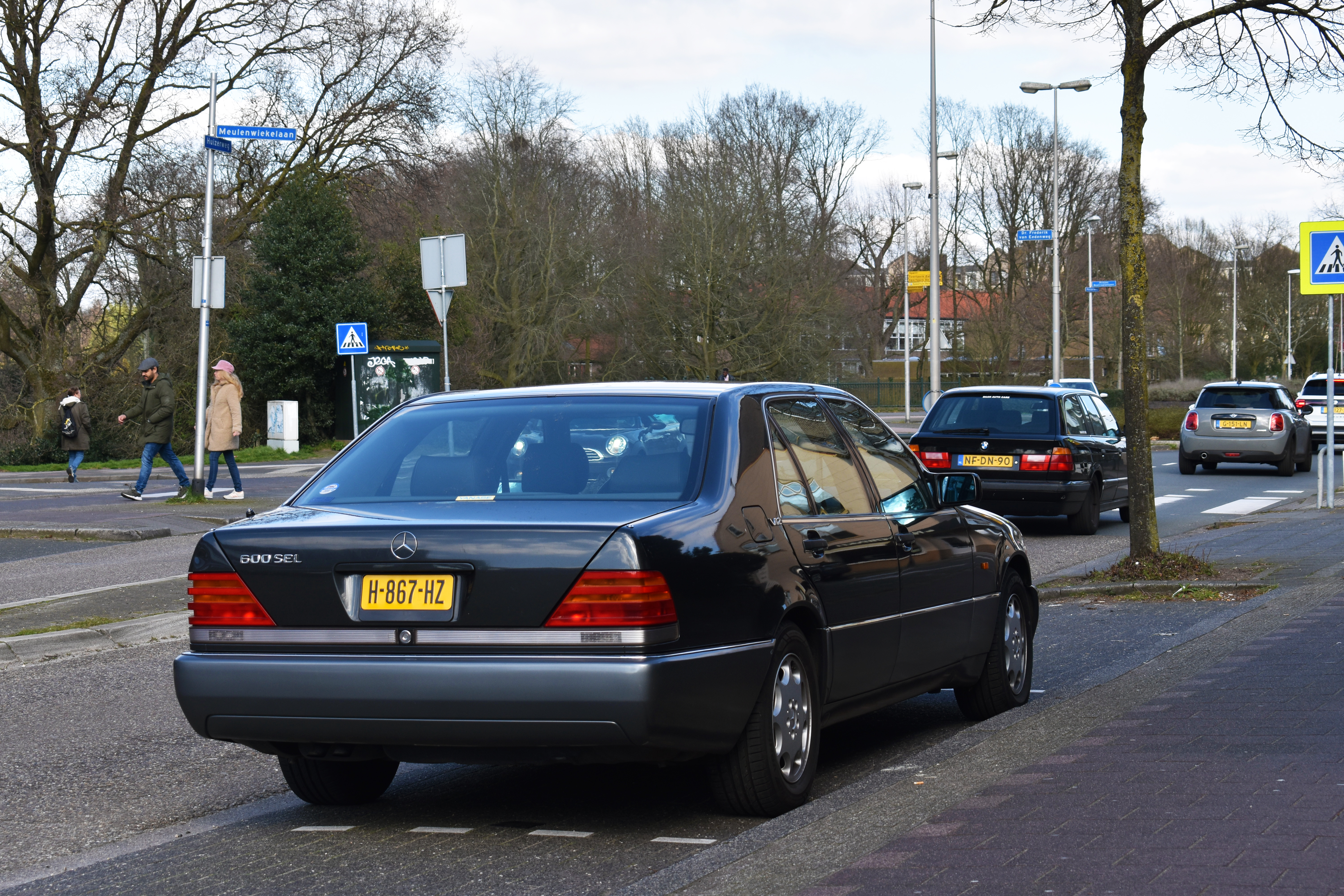
Vue arrière d'une 500 SEL.

Ces modèles n'ont jamais été en vente direct dans les concessions mais visible sur catalogue et vendu à la demande du client auprès de chez le constructeur directement via « Guard » ; une branche discrète chargée de fabriquer les véhicules des chefs d'État. Elles ont été disponible uniquement en carrosserie berline longue (V140) et en limousine (VV140) — ainsi que le modèle avec partie arrière ouverte Landaulet cité ci-dessus. Pour les motorisations, deux seront proposées : la 500 (V8 de 5 litres) et la 600 (V12 de 6 litres) et proposées à la vente jusqu'en 2000, soit deux ans de plus que les autres modèles,,,.

#### Visions -800 SEL
En 1988, Kurt Obländer, le responsable de la conception des moteurs, est chargé de développer un moteur douze cylindres pour la nouvelle Type 140, qui devrait largement dépasser BMW en termes de performances et de cylindrée et devrait se développer aux alentours de 400 ch. Ce moteur fut développé et lancé pour les modèles 600 SE, 600 SEL et 600 SEC.
Cependant, dans le même temps, Kurt Obländer avait développé un V16 de 8 litres développant environ 540 ch pour le modèle « 800 SEL » initialement prévu de la Type 140, mais Daimler-Benz a ensuite hésité à l'introduire en série. Ce modèle ne verra donc jamais le jour.
Un autre moteur avait également été proposé : un W18, également de 8 litres de cylindrée mais développant environ 689 ch. Un véritable monstre que les ingénieurs imaginaient à l'époque avec trois rangs de six cylindres, positionnés chacun à un angle de 75,5°. Sous ce format, ce moteur n'aurait pas été plus long qu'un six cylindres en ligne. Ce moteur aurait pu faire de la 800 SEL la voiture la plus puissante du monde à l'époque.

#### Véhicule autonome - VaMP

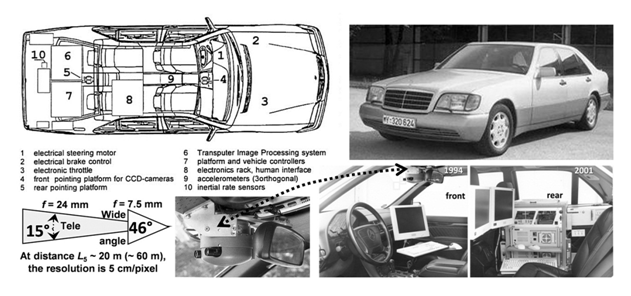
VaMP (véhicule expérimental pour la mobilité autonome et la vision par ordinateur).

Le véhicule sans conducteur VaMoRs (Versuchsfahrzeug für autonome Mobilität und Rechnersehen — Véhicule expérimental pour la mobilité autonome et la vision par ordinateur), en abrégé VaMP, a été l'une des premières automobiles autonomes avec son véhicule jumeau VITA-2. La Type 140 a été donc la pionnière en matière de voiture autonome.
En 1994 a lieu en France le premier test grandeur nature. Trois 500 SEL ont effectué plus de 1 000 km sur les autoroutes de la région parisienne dans des conditions de circulation normales et à une vitesse maximale de 130 km/h. Changement de voie, dépassement, freinage, etc. en toute autonomie.
En 1995, le record a été franchi avec, cette fois-ci sur un parcours d'environ 2 000 km entre Munich et Copenhagen️, un trajet aller/retour de manière tout à fait autonome et avec une vitesse de pointe de 180 km/h.
L'une de ces voitures est préservée par le musée Mercedes-Benz de Stuttgart.

#### Véhicule à moteur hybride essence-méthanol

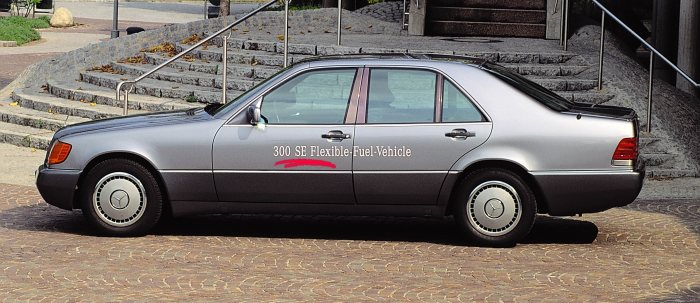
Une 140 à motorisation hybride essence-méthanol.

Le 5 mars 1992, Mercedes-Benz dévoile au Salon de Genève, pour une première mondiale, une Classe S W140 à moteur hybride essence-méthanol basé sur une 300 SE. La gestion du moteur est adaptée aux exigences d'un système de propulsion mixte variable fonctionnant avec une proportion de méthanol pouvant atteindre 85 %. Contrairement à l'éthanol, le méthanol est moins cher à produire de manière durable et aussi plus performant et moins inflammable ; par ce fait et pour des raisons de sécurité, ce carburant est utilisé pour certaines disciplines sportives automobiles et motocyclistes. Finalement cette motorisation n'a jamais été proposée en commercialisation sur la Type 140, par rareté du méthanol, le coût faible de l'essence à l'époque, question de fiabilité à long terme, etc.

### Séries spéciales
La Type 140 a eu plusieurs séries limitées.

#### Mercedes-BenzS 500"Exclusiv Edition"
Celle-ci fut uniquement disponible en berline à empattement standard en mars 1997 et était limitée à seulement cinquante exemplaires pour le marché Européen. Une belle liste d'options permet aux propriétaires une personnalisation encore plus poussée. Ce modèle, contrairement aux séries limitées d'autres modèles de la marque, ne possédait pas de logo extérieur spécifique. Le tarif de cette version, en Allemagne, était de 189 750 Deutsche Marks (soit 150 308 Euros environ aujourd'hui compte tenu de l'inflation). Elle disposait d'une motorisation V8 de 5,0 L développant 320 ch avec boîte de vitesses automatique à cinq rapports à commande électronique,.
- Équipements extérieurs supplémentaires :
  - Couleur unique : rouge très sombre nacré + Jantes en alliage 18 pouces à cinq branches + Calandre de S 600.

- Équipements intérieurs supplémentaires :
  - Sellerie cuir nappa noir/rouge sombre + Compteurs spécifique avec aiguilles blanches + Tapis spécifiques.

- Options disponibles :
  - Téléphone ; Volant cuir/bois avec inserts assortis sur planche de bord et portes ; Sièges électriques à mémoire ; Radar de recul ; Phares xénon ; Toit ouvrant électrique ; Système audio Bose.

#### Mercedes-BenzS 500"Grand Edition"
Cette édition limitée à six-cent exemplaires a été fabriquée pour commémorer la fin de la production de la W140 aux États-Unis en 1999. Elle disposait d'une motorisation V8 de 5,0 L développant 320 ch avec boîte de vitesses automatique à cinq rapports à commande électronique.
- Équipements extérieurs supplémentaires :
  - Uniquement en version longue de couleur noir « Obsidian Black » + Jantes AMG Monoblock Aero de 18 pouces.

- Équipements intérieurs supplémentaires : 
  - Combinaison en cuir exclusif beige surpiqué et alcantara ainsi que de la boiserie « Black Artline ».

#### Mercedes-Benz "Designo"
En 1997, Mercedes-Benz lance la configuration « Designo ». Le client pouvait choisir parmi un large choix de couleur de cuir et de boiserie. Le coupé a également bénéficié de ce service avec une configuration unique « Pablo Picasso » en version AMG.

## Caractéristiques

### Dimensions
| Modèles                                     | W140 (berline)      | W140 (berline)      | W140 (berline)      | V140 (berline longue)                              | V140 (berline longue)                              | V140 (berline longue)                              | C140 (coupé)         | C140 (coupé)         | C140 (coupé)         | VV140 (limousine)                          | VV140 (limousine)                          | VV140 (limousine) |
| Modèles                                     | Phase 1             | Phase 2             | Phase 3             | Phase 1                                            | Phase 2                                            | Phase 3                                            | Phase 1              | Phase 2              | Phase 3              | Phases 2 et 3                              |                                            |                   |
| ------------------------------------------- | ------------------- | ------------------- | ------------------- | -------------------------------------------------- | -------------------------------------------------- | -------------------------------------------------- | -------------------- | -------------------- | -------------------- | ------------------------------------------ | ------------------------------------------ | ----------------- |
| Longueur                                    | 5 113 mm            | 5 113 mm            | 5 113 mm            | 5 213 mm                                           | 5 213 mm                                           | 5 213 mm                                           | 5 065 mm             | 5 065 mm             | 5 065 mm             | 6 213 mm                                   | 6 213 mm                                   |                   |
| Largeur                                     | 1 886 mm            | 1 886 mm            | 1 886 mm            | 1 886 mm                                           | 1 886 mm                                           | 1 886 mm                                           | 1 912 mm             | 1 912 mm             | 1 912 mm             | 1 886 mm                                   | 1 886 mm                                   |                   |
| Hauteur                                     | 1 495 mm            | 1 486 mm            | 1 486 mm            | 1 495 mm                                           | 1 486 mm                                           | 1 486 mm                                           | 1 455 mm             | 1 445 mm             | 1 452 mm             | 1 482 mm et 1 486 mm                       |                                            |                   |
| Empattement                                 | 3 040 mm            | 3 040 mm            | 3 040 mm            | 3 140 mm                                           | 3 140 mm                                           | 3 140 mm                                           | 2 945 mm             | 2 945 mm             | 2 945 mm             | 4 140 mm                                   | 4 140 mm                                   |                   |
| Voies Avant / Arrière                       | 1 603 mm / 1 576 mm | 1 606 mm / 1 579 mm | 1 606 mm / 1 579 mm | 1 603 mm / 1 576 mm                                | 1 606 mm / 1 579 mm                                | 1 606 mm / 1 579 mm                                | 1 614 mm / 1 587 mm  | 1 614 mm / 1 587 mm  | 1 614 mm / 1 587 mm  | 1 606 mm / 1 579 mm                        | 1 606 mm / 1 579 mm                        |                   |
| Masse à vide (selon moteurs et équipements) | 1 890 kg à 2 180 kg | 1 890 kg à 2 180 kg | 1 890 kg à 2 180 kg | 1 900 kg à 2 190 kg 3 485 kg à 3 715 kg (blindées) | 1 900 kg à 2 190 kg 3 485 kg à 3 715 kg (blindées) | 1 900 kg à 2 190 kg 3 485 kg à 3 715 kg (blindées) | 2 080 kg et 2 240 kg | 2 080 kg et 2 240 kg | 2 080 kg et 2 240 kg | 2 650 kg et 2 700 kg ; 4 400 kg (blindées) | 2 650 kg et 2 700 kg ; 4 400 kg (blindées) |                   |
| PTAC (selon moteurs et équipements)         | 2 550 kg à 2 710 kg | 2 550 kg à 2 710 kg | 2 550 kg à 2 710 kg | 2 420 kg à 2 720 kg 4 100 kg à 4 150 kg (blindées) | 2 420 kg à 2 720 kg 4 100 kg à 4 150 kg (blindées) | 2 420 kg à 2 720 kg 4 100 kg à 4 150 kg (blindées) | 2 600 kg et 2 720 kg | 2 600 kg et 2 720 kg | 2 600 kg et 2 720 kg | 3 150 kg et 3 200 kg ; 4 850 kg (blindées) | 3 150 kg et 3 200 kg ; 4 850 kg (blindées) |                   |
| Coffre                                      | 525 l               | 525 l               | 525 l               | 525 l                                              | 525 l                                              | 525 l                                              | 505 l                | 505 l                | 505 l                | 525 l                                      | 525 l                                      |                   |

Note : ce tableau comprend les dimensions hors-tout, cependant, les rétroviseurs, antennes ou autres éléments hors carrosserie ne sont pas compris dedans.

### Chaîne cinématique

#### Motorisations

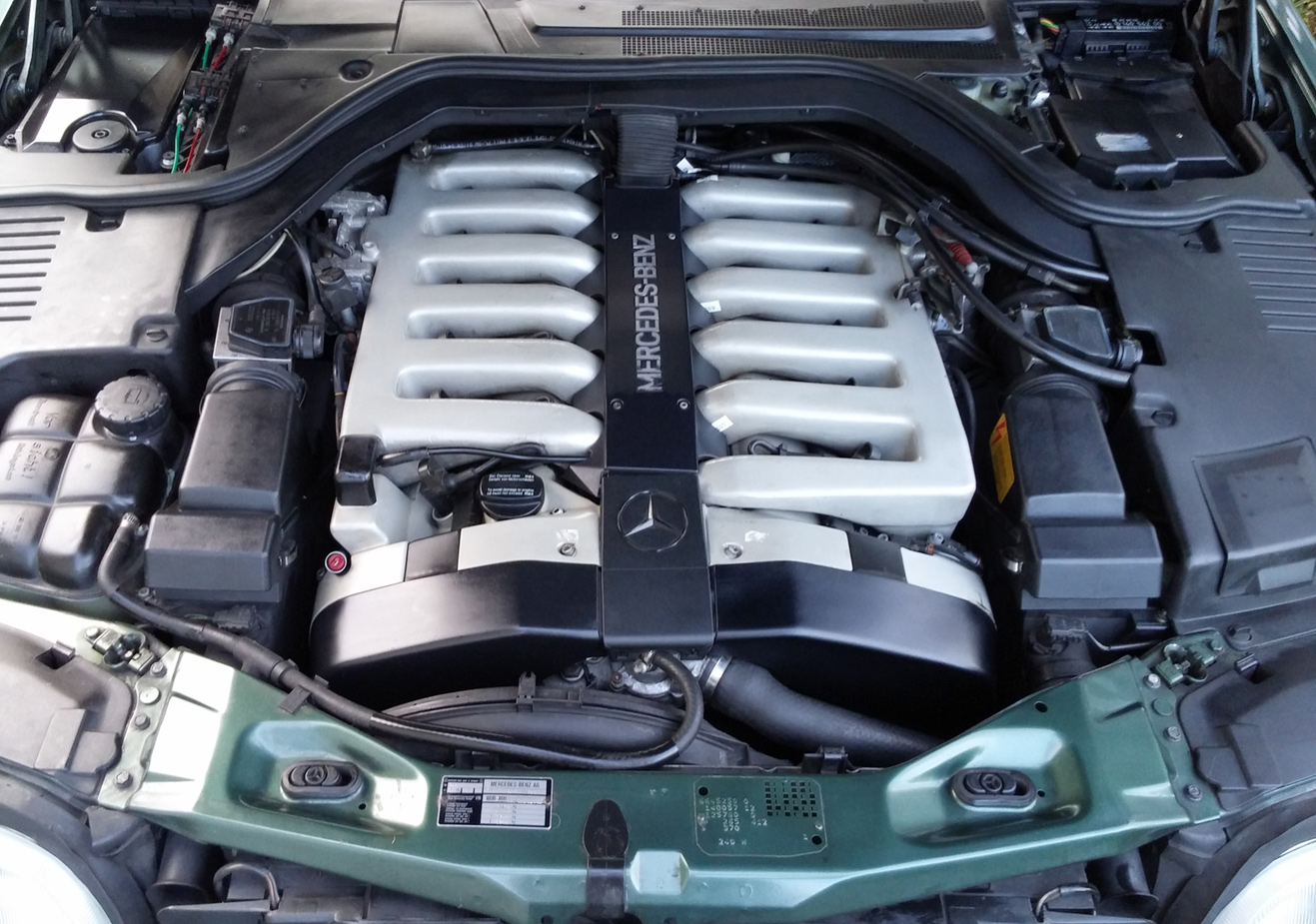
Moteur M 120 sur une 600 SEL.

La Type 140 a eu plusieurs motorisations différentes de six, huit et douze cylindres, à essence et Diesel.

##### Moteurs à essence
- le M 104 six cylindres en ligne de 2,8 litres développant 193 ch.
- le M 104 six cylindres en ligne de 3,2 litres développant 231 ch.
- le M 119 huit cylindres en V de 4,2 litres développant 286 puis 279 ch.
- le M 119 huit cylindres en V de 5,0 litres développant 326 puis 320 ch.
- le M 120 douze cylindres en V à injection indirecte de 6,0 litres développant 408 puis 394 ch.

Ces moteurs sont équipés d'une injection indirecte de type Bosch « LH-Jetronic » entièrement électronique contrôlé par un débitmètre d'air massique à fil chaud.

##### Moteurs Diesel
- le OM 603 six cylindres en ligne à injection indirecte avec turbocompresseur de 3,5 litres développant 150 ch.
- le OM 606 six cylindres en ligne à injection indirecte avec turbocompresseur de 3,0 litres développant 177 ch.

#### Boîtes de vitesses
La Type 140 était disponible avec plusieurs boîtes de vitesses :

##### Boîte manuelle à 5 rapports
Une seule était proposée en manuelle. Celle-ci était montée de série sur les berlines 300 SE 2.8 et S 280 (1992 à 1998) ainsi que sur les berlines 300 SE(L) (de 1991 jusqu'en décembre 1992 uniquement). Ces modèles avaient toutes un embrayage monodisque à sec.

##### Boîte automatique à 4 rapports
Cette boîte de vitesses était celle la plus courante sur la Type 140. Elle était montée de série sur les berlines diesel 300 SD Turbo et S 350 Turbodiesel. Elle l'était également sur les modèles essences berlines et coupés 400 SE(L), 500 SE(L/C) et 600 SE(L/C). À partir de janvier 1993, les 300 SE(L) l'auront de série.
Après la nouvelle nomenclature de 1993, pour la berline Classe S, les S 420 (L), S 500 (L) et S 600 (L) l'auront de série jusqu'en août 1995 et pour les S 320 (L), jusqu'en mai 1996. Les coupés S 420 C, S 500 C, et S 600 C l'auront aussi de série jusqu'en été 1995. Les pré-séries limousines blindées S 600 Pullman l'avaient de série jusqu'en août 1995.
Cette boîte de vitesses était disponible en option sur les berlines essences 300 SE 2.8 et S 280 jusqu'en mai 1996. Elle disposait d'un convertisseur de couple hydraulique avec engrenage planétaire.

##### Boîte automatique à 5 rapports
Elle permettait une légère économie de carburant comparé à l'automatique de quatre rapports. Elle était proposée en uniquement en option sur les berlines essences ayant les plus petits moteurs : les 300 SE 2.8 et 300 SE(L) ainsi que les S 280 et S 320 jusqu'en mai 1996. Tout comme l'automatique quatre rapports, elle disposait d'un convertisseur de couple hydraulique avec engrenage planétaire.

##### Boîte automatique 5 rapports avec commande électronique
Cette boîte de vitesse remplace les automatiques à quatre et cinq rapports pour de nombreux modèles après septembre 1995 : les S 420(L/C), S 500(L/C), S 600(L/Pullman). Les S 300 Turbodiesel et S 600 C l'auront de série en avance en juin 1995. Tous les coupés de la Classe CL l'auront également de série (CL 420, CL 500 et CL 600) ainsi que la limousine S 500 Pullman. Tout comme les deux autres automatiques, elle disposait d'un convertisseur de couple hydraulique avec engrenage planétaire.

### Mécanique
La Type 140 a présenté plusieurs innovations qui sont depuis lors devenu banales parmi beaucoup de véhicules,.
En termes de freinage, la Type 140 dispose d'un système hydraulique à double circuit avec servofrein à dépression. Les voitures sont toutes munie de disques ventilés à l'avant et disques pleins ou ventilés à l'arrière, en fonction des motorisations. Les modèles V8 et V12 distribuent plus de puissance aux roues arrière, ce qui augmente l'efficacité d'arrêt. En décembre 1996, la Type 140 a reçu une assistance au freinage d'urgence (ABS) qui s'engage au cours de manœuvres d'urgence pour maximiser la puissance de freinage. Le frein de stationnement est mécanique (commande au pied), agissant sur les roues arrière. En 1996, environ 70 000 véhicules de la Classe S dans le monde ont été rappelés car les flexibles de frein avant devaient être équipés d'entretoises.
Pour la direction, celle-ci est assistée à billes avec fonction de paramétrage. Une assistance variable paramétrique sensible à la vitesse permet de rendre la conduite à basse vitesse plus facile, en réduisant l'effort requis pour la manœuvre dans des situations telles que le stationnement. L'ESP (contrôle de stabilité) a été introduit en 1996. Il utilise les ordinateurs de bord pour améliorer la maniabilité du véhicule au cours de conditions de conduite difficile. Il s'agit d'un système mis au point par Mercedes-Benz et Bosch qui a depuis fait l'objet de licences par d'autres fabricants.
Les suspensions avant et arrière disposent de ressorts hélicoïdaux, barres de torsion et amortisseurs à gaz. L'essieu avant est munie, en plus, d'une double triangulation et l'essieu arrière d'une suspension multibras indépendants, avec contrôle de niveau hydropneumatique sur demande. Après le restyling du milieu de l'année 1994, Mercedes-Benz a équipé toutes les 140 de l'ASR (antipatinage) de série.

### Châssis et carrosserie
Le châssis de la Type 140 est un corps autoportant. La coque est entièrement métallique et dispose d'éléments plastique ou matériau composite tel que les pare-chocs, rétroviseurs ou boucliers de bas de portes.
Les montants et contours des fenêtres sont en finition cristal avec de l'hématite à couleurs différentes selon la teinte de la carrosserie.

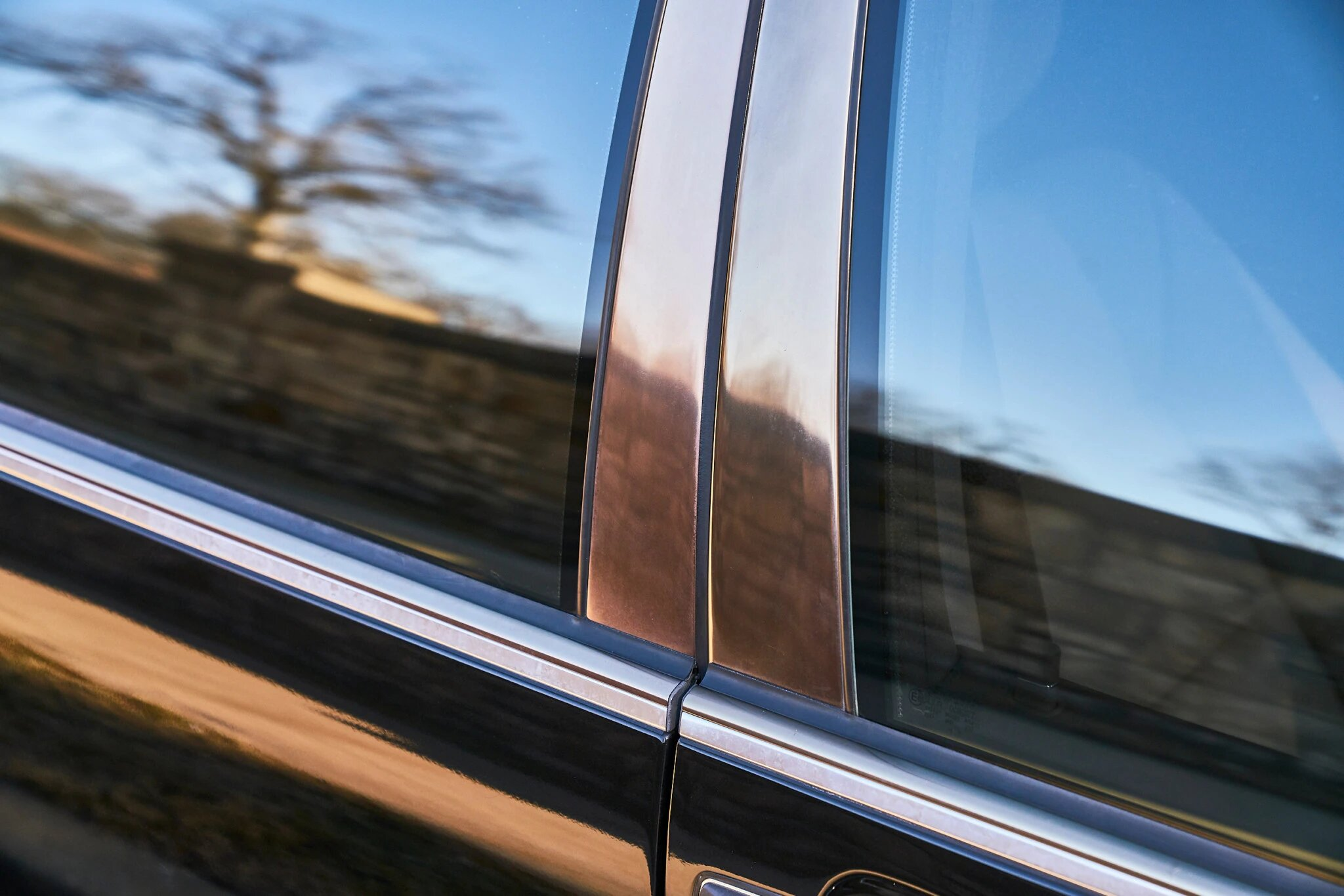
Détail de l'hématite sur une 140.

Par rapport à la Type 126, des efforts considérables ont été déployés pour réduire le coefficient de traînée (Cx). Les mesures comprennent, par exemple, l'inclinaison du bouclier avant ainsi que celle du capot, le pare-brise légèrement plus plat, des vitres latérales affleurantes, des rétroviseurs extérieurs avec un canal de collecte intégré pour l'eau de pluie, des grandes roues et jantes en alliage, un relevage d'essieu avant inférieur pour réduire la sensibilité au vent latéral et un soubassement plus lisse. Le coefficient de traînée a été réduit de 16,4 % par rapport à la prédécesseur de la 140, mais la surface frontale impliquée dans la traînée est passée de 2,13 m2 à 2,39 m2 dans la berline, soit 12,2 % de plus. Il en résulte une section transversale (Cx × A) efficace pour la résistance à l'air de 0,30 × 2,39 m2 pour la berline et de 0,29 × 2,33 m2 pour le coupé.
| Carrosserie            | Cx   | A       | Cx × A |
| ---------------------- | ---- | ------- | ------ |
| Berlines (W140 / V140) | 0,30 | 2,39 m2 | 0,717  |
| Coupé (C140)           | 0,29 | 2,33 m2 | 0,675  |

### Intérieur, options et accessoires
La Type 140 a présenté plusieurs innovations qui sont depuis lors devenu banales parmi beaucoup de véhicules. Entre-autres les essuie-glaces automatique à détection de pluie, les rétroviseurs électriques rétractables (en option), le rétroviseur intérieur anti-éblouissement automatique, le siège conducteur et le volant à mémoire de position, ou encore la climatisation bi-zone et le système climatique pouvant être configuré pour fonctionner pendant vingt minutes après que le moteur soit éteint.
Des repères arrière de parking, ou tiges-guides sortent des coins arrière du coffre quand la marche arrière est enclenchée, offrant au conducteur un repère pour les manœuvres. En 1995, ce système a été remplacé par le système Parktronic à sonar qui mesure la distance du pare-chocs aux obstacles.
La Type 140 dispose également d'une isolation phonique et thermique : des doubles-vitrages sont proposé en option en vue d'améliorer l'isolation et d'atténuer les effets du rayonnement solaire ainsi que de réduire la condensation.
Des sièges orthopédiques ont également été proposé en option, très coûteuse, mais composés de plusieurs coussins d'air dans le siège que l'utilisateur peut gonfler et dégonfler à volonté pour trouver la parfaite position de conduite. Les sièges arrière peuvent également être chauffants et inclinables (introduits auparavant dans les berlines Mercedes-Benz Type 126).
Niveau sécurité, des coussins gonflables latéraux et des capteurs d'occupation des sièges ont été introduits en 1996.

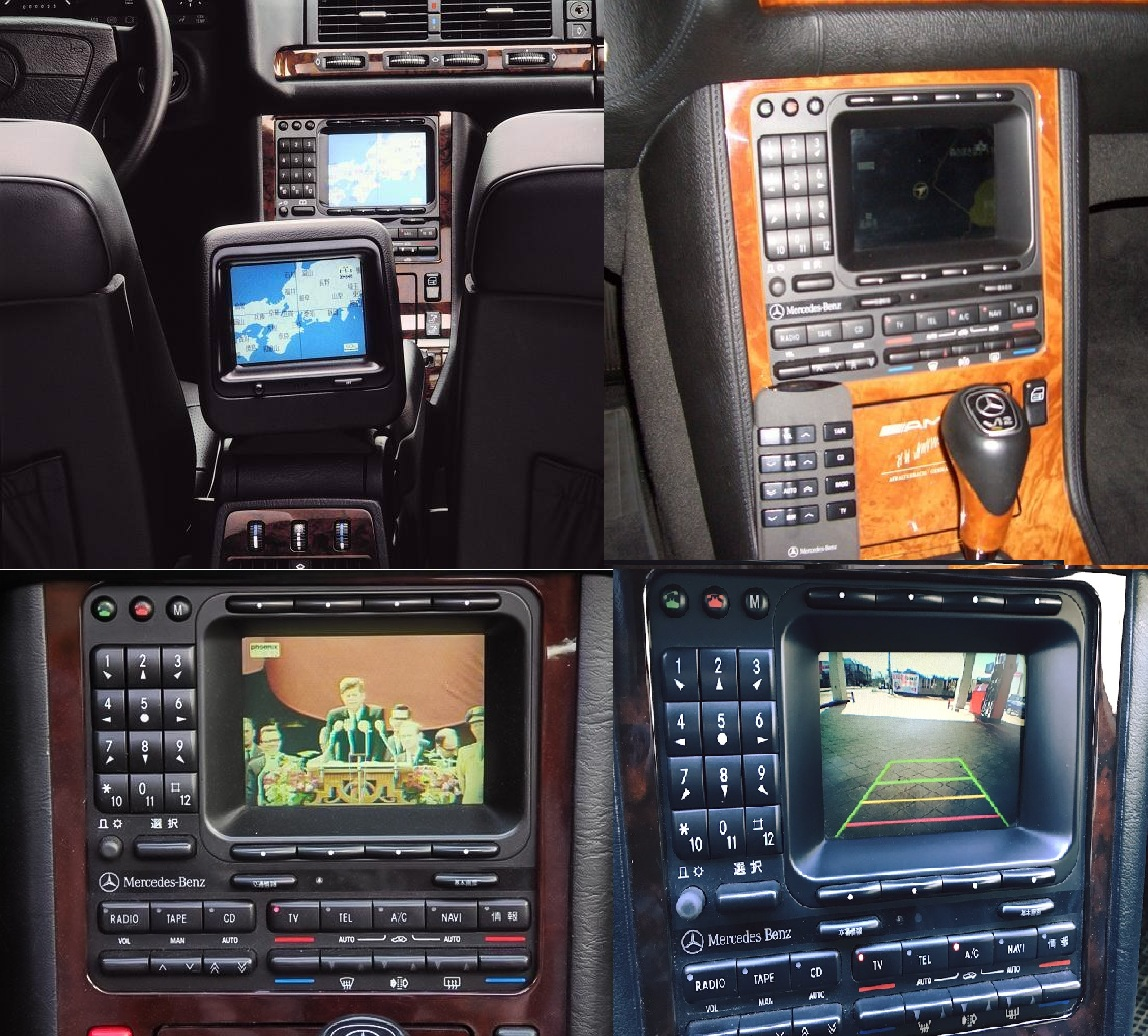
Plusieurs GPS couleur.

Lors du 30e Salon de l'Automobile de Tokyo en 1993, Mercedes-Benz a présenté le nouveau GPS couleur (TV, Radio, Gestion clim, auxiliaire (entrée vidéo externe), lecteur K7 intégré dans l'accoudoir), chargeur CD, téléphone avec installation mains libres. L'écran affiche aussi des messages d'erreur venant des calculateurs. Exclusivement destiné au marché japonais, un écran supplémentaire avec télécommande infrarouge était aussi fourni à l'arrière. Le véhicule d'exposition dispose également d'une caméra de recul intégrée dans le pare-chocs arrière.
La S 600 était disponible avec un tableau de bord en cuir et daim, à la différence des V8 et des six cylindres en ligne. En 1994, la S 600 est également équipé avec le volant, le levier de vitesse en cuir et bois, les cendriers arrière en bois et sièges en cuir de deux tonalités.

### Autre
Les automobiles produites sous la marque Maybach sont également techniquement basées sur la Type 140, dont la production n'a été interrompue qu'à la fin 2012.

## Production et export

### Production
| Carrosseries                                                    | Code châssis                                                    | Années                                                          | Modèles                                                         | Nombre d'exemplaires, |
| --------------------------------------------------------------- | --------------------------------------------------------------- | --------------------------------------------------------------- | --------------------------------------------------------------- | --------------------- |
| Berlines                                                        | —                                                               | 1987 - 1988                                                     | Prototypes / Concept-car                                        | 52                    |
| Berlines                                                        | W140.134                                                        | (09/1990) 10/1991 - 05/1993                                     | 300 SD Turbo                                                    | 20 518                |
| Berlines                                                        | W140.134                                                        | 06/1993 - 08/1996                                               | S 350 Turbodiesel                                               | 20 518                |
| Berlines                                                        | W140.135                                                        | (06/1995) 06/1996 - 08/1998                                     | S 300 Turbodiesel                                               | 7 583                 |
| Berlines                                                        | W140.028                                                        | (09/1992) 01/1993 - 03/1994                                     | 300 SE 2.8                                                      | 22 784                |
| Berlines                                                        | W140.028                                                        | 03/1994 - 08/1998                                               | S 280                                                           | 22 784                |
| Berlines                                                        | W140.032                                                        | (01/1991) 04/1991 - 03/1994                                     | 300 SE                                                          | 183 441               |
| Berlines                                                        | W140.032                                                        | 03/1994 - 09/1998                                               | S 320                                                           | 183 441               |
| Berlines                                                        | W140.033                                                        | (01/1991) 04/1991 - 03/1994                                     | 300 SEL                                                         | 183 441               |
| Berlines                                                        | W140.033                                                        | 03/1994 - 09/1998                                               | S 320 L                                                         | 183 441               |
| Berlines                                                        | W140.042                                                        | (08/1990) 04/1991 - 03/1994                                     | 400 SE                                                          | 49 468                |
| Berlines                                                        | W140.042                                                        | 03/1994 - 08/1998                                               | S 420                                                           | 49 468                |
| Berlines                                                        | W140.043                                                        | (08/1990) 04/1991 - 03/1994                                     | 400 SEL                                                         | 49 468                |
| Berlines                                                        | W140.043                                                        | 03/1994 - 08/1998                                               | S 420 L                                                         | 49 468                |
| Berlines                                                        | W140.050                                                        | (07/1990) 04/1991 - 03/1994                                     | 500 SE                                                          | 87 006                |
| Berlines                                                        | W140.050                                                        | 03/1994 - 09/1998                                               | S 500                                                           | 87 006                |
| Berlines                                                        | W140.051                                                        | (07/1990) 04/1991 - 03/1994                                     | 500 SEL                                                         | 87 006                |
| Berlines                                                        | W140.051                                                        | 03/1994 - 09/1998                                               | S 500 L                                                         | 87 006                |
| Berlines                                                        | W140.051                                                        | 01/1994 - 2000                                                  | S 500 L (blindée)                                               | Inconnue              |
| Berlines                                                        | W140.056                                                        | (10/1990) 04/1991 - 03/1994                                     | 600 SE                                                          | 35 910                |
| Berlines                                                        | W140.056                                                        | 03/1994 - 09/1998                                               | S 600                                                           | 35 910                |
| Berlines                                                        | W140.057                                                        | (08/1990) 04/1991 - 03/1994                                     | 600 SEL                                                         | 35 910                |
| Berlines                                                        | W140.057                                                        | 03/1994 - 09/1998                                               | S 600 L                                                         | 35 910                |
| Berlines                                                        | W140.057                                                        | 01/1994 - 2000                                                  | S 600 L (blindée)                                               | Inconnue              |
| Total des berlines (hors blindées et prototypes)                | Total des berlines (hors blindées et prototypes)                | Total des berlines (hors blindées et prototypes)                | Total des berlines (hors blindées et prototypes)                | 406 710               |
| Coupés                                                          | W140.063                                                        | 02/1994 - 05/1996                                               | S 420 C                                                         | 2 496                 |
| Coupés                                                          | W140.063                                                        | 06/1996 - 08/1998                                               | CL 420                                                          | 2 496                 |
| Coupés                                                          | W140.070                                                        | (02/1992) 10/1992 - 05/1993                                     | 500 SEC                                                         | 14 953                |
| Coupés                                                          | W140.070                                                        | 06/1993 - 05/1996                                               | S 500 C                                                         | 14 953                |
| Coupés                                                          | W140.070                                                        | 06/1996 - 09/1998                                               | CL 500                                                          | 14 953                |
| Coupés                                                          | W140.076                                                        | (03/1992) 10/1992 - 05/1993                                     | 600 SEC                                                         | 8 573                 |
| Coupés                                                          | W140.076                                                        | 06/1993 - 05/1996                                               | S 600 L                                                         | 8 573                 |
| Coupés                                                          | W140.076                                                        | 06/1996 - 09/1998                                               | CL 600                                                          | 8 573                 |
| Total des coupés                                                | Total des coupés                                                | Total des coupés                                                | Total des coupés                                                | 26 022                |
| Limousines                                                      | W140.051                                                        | 09/1997 - 2000                                                  | S 500 Pullman                                                   | Inconnue              |
| Limousines                                                      | W140.057                                                        | 07/1996 - 2000                                                  | S 600 Pullman                                                   | Inconnue              |
| Limousines                                                      | W140.057                                                        | 09/1995 - 2000                                                  | S 600 Pullman (blindée)                                         | Inconnue              |
| Total des limousines                                            | Total des limousines                                            | Total des limousines                                            | Total des limousines                                            | Inconnue              |
| Versions spécifiques                                            | Inconnue                                                        | 03/1997                                                         | S 500 L Landaulet                                               | 1                     |
| Versions spécifiques                                            | W140.056 W140.057                                               | Inconnue                                                        | S 60 AMG                                                        | Inconnue              |
| Versions spécifiques                                            | W140.056 W140.057                                               | Inconnue                                                        | S 600 AMG                                                       | Inconnue              |
| Versions spécifiques                                            | W140.056 W140.057                                               | Inconnue                                                        | S 70 AMG                                                        | 112                   |
| Versions spécifiques                                            | W140.056 W140.057                                               | Inconnue                                                        | S 73 AMG                                                        | >5 (Inconnue)         |
| Versions spécifiques                                            | Inconnue                                                        | Inconnue                                                        | S 73 T AMG                                                      | 18                    |
| Total des versions spécifiques                                  | Total des versions spécifiques                                  | Total des versions spécifiques                                  | Total des versions spécifiques                                  | Inconnue              |
| Total (hors prototypes, blindées, Landaulet, AMG et limousines) | Total (hors prototypes, blindées, Landaulet, AMG et limousines) | Total (hors prototypes, blindées, Landaulet, AMG et limousines) | Total (hors prototypes, blindées, Landaulet, AMG et limousines) | 432 732               |

### Export

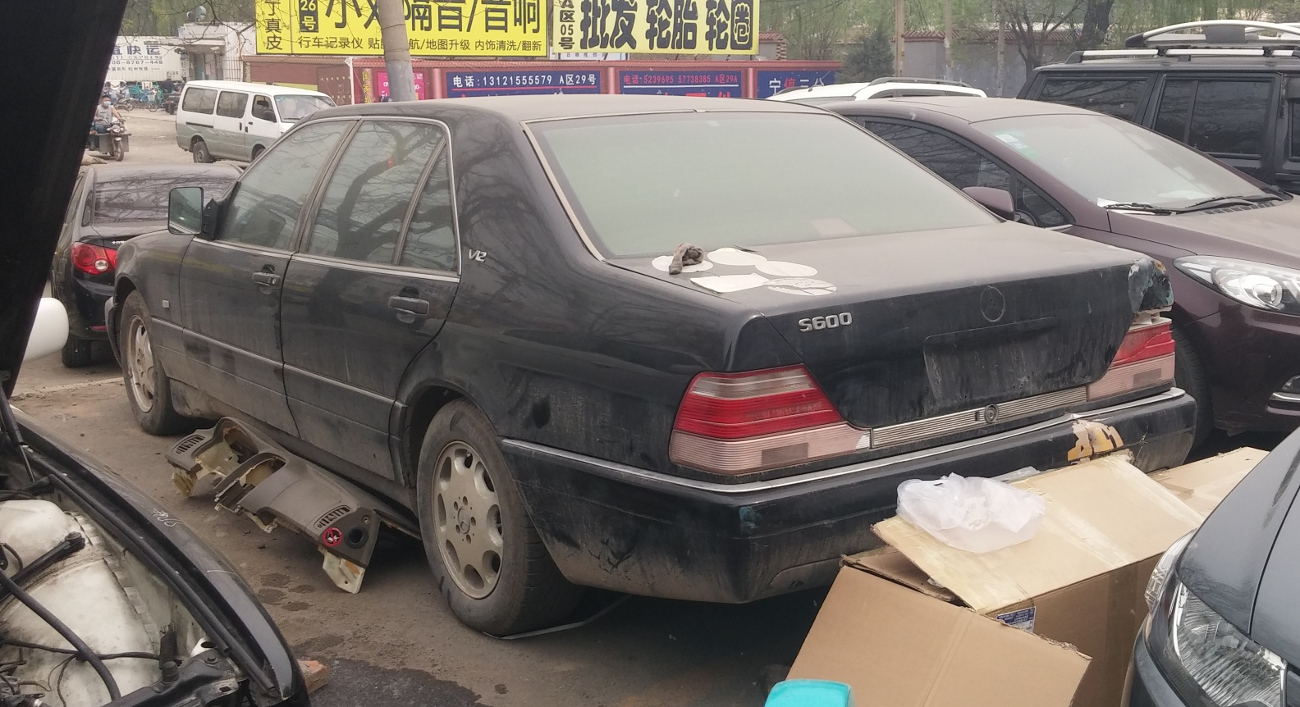
Une S 600 L à l'abandon en Chine.

La Type 140 a principalement été commercialisée en Allemagne mais également dans différents pays d'Europe tels que la France, la Belgique, les Pays-Bas, l'Italie, l'Espagne, le Portugal, etc.
Hors Europe, celle-ci a été commercialisée aux États-Unis, en Russie, en Chine, au Japon ainsi que dans les pays arabes.

## Lacunes et avis journalistiques

### Défectuosités liés au démarrage
Au début de la production en série en 1991, la Type 140 a eu quelques problèmes signalés par la clientèle, tels que des problèmes de démarrage, le rabattement des rétroviseurs extérieurs, des dysfonctionnements du nouveau système de contrôle de la traction (ASR), du bruit du vent dû aux joints de porte inégaux malgré le double vitrage, des freins qui grincent et des problèmes de pneus dus au poids élevé. Ces défauts ont permis à certains journalistes d'écrire des critiques négatives sur leurs articles, mais malgré cela, la Type 140 se vend très bien et Mercedes-Benz corrige tous ces défauts rapidement. Sa taille, son apparence de « pachyderme » et sa consommation de carburant sont également souvent critiquées par diverses médias. Le chancelier Helmut Kohl ainsi que l'État allemand, qui soutenaient ce véhicule et qui l'utilisaient régulièrement, mais également la direction de Mercedes-Benz étaient submergées de critique et d'insultes des presses quotidiennes telles que « produit de la folie des ingénieurs et de l'instinct de tueur climatique ».

### Avis journalistiques
Malgré les nombreuses critiques négatives, les médias spécialisés dans l'automobile l'avaient jugée comme étant « la meilleure voiture du monde » grâce à toutes ces innovations et nouvelles technologies et sécurités. Le journal Le Monde a également publié, quelques jours après la présentation en avant-première de la voiture pour la presse, que cette nouvelle Mercedes-Benz, en mars 1991, se distinguait encore de ses prédécesseurs grâce à son nouveau moteur V12 mais également avec « encore plus de luxe, de confort et surtout de finition ». Ils ajoutent également que « cette dernière version constitue un retour historique à la fabrication de bolides massifs autrefois produits par Mercedes et mis en sommeil avec la conjoncture. ».
Le week-end du 9 et 10 mars 1991, l'équipe de l'émission de télévision Turbo se rend en Suisse, au salon international de l'automobile de Genève, pour y présenter les premières nouveautés automobiles du millésime 91' et notamment la Mercedes-Benz Type 140.

Le week-end suivant, l'équipe de Turbo et Dominique Chapatte font une émission spéciale dédiée à la Type 140 avec une 300 SEL dans le golfe de Saint-Tropez.
Le 1er septembre 1998 est la fin officieuse de la production des 140 pour tout public ; cependant, les versions blindées et limousines Pullman se poursuivent. Pour cela, une cérémonie a été faite où le directeur de l'usine Hans-Joachim Schöpf offre à Max-Gerrit von Pein, directeur du musée Mercedes-Benz Classic, deux exemplaires de la 140 : une S 320 L et une CL 500. La "nécrologie" de Wolfgang Peters, l'ingénieur en chef de la Type 140 parut dans le quotidien allemand Frankfurter Allgemeine Zeitung du 25 août 1998. Ce dernier cite « La fin du bon patriarche. Adieu sentimental : La Classe S a toujours été meilleure que sa réputation. [...] Parce qu'aucune autre voiture n'offrait un confort de conduite et de suspension plus élevé, et qu'aucune autre voiture de cette catégorie de taille ne pouvait être conduite de manière aussi sûre et agile en même temps. La Classe S était un géant à qui on avait appris à danser sur la pointe des pieds. [...] La nouvelle Classe S sera plus mince et plus maigre : nous manquons déjà la grosse. ».

## Véhicules de chefs d'État et personnalités
Le président de la Géorgie Edouard Chevardnadze a possédé deux Type 140 blindées. Le Roi du Maroc Mohammed VI possède également une Type 140. Le Sultan du Brunei Hassanal Bolkiah, dispose d'une collection de dix S 73 T AMG ; un modèle très spécifique et très rare qu'il a demandé à Mercedes-Benz. Les papes Jean-Paul II puis Benoît XVI disposent également d'un modèle unique, la S 500 L Landaulet.

## Accident de la princesse Diana
En août 1997, Diana Spencer, princesse de Galles, décède lors d'un trajet dans une Mercedes-Benz S 280 (W140) dans un tunnel parisien.

Toutefois, il est important de noter que l'ensemble des systèmes de sécurité de la voiture en question fonctionnaient comme prévu : l'airbag passager avant a permis de sauver la vie de Trevor Rees-Jones, le garde du corps de Dodi Al-Fayed. Le fait que trois des quatre occupants du véhicule ont été tués dans l'accident doit être attribué à la grande vitesse du véhicule, l'ivresse du chauffeur et le fait qu'ils ne portaient pas la ceinture de sécurité. Les systèmes de sécurité ont été contournés par les décisions du conducteur et des passagers.
En mai 2006, John Stevens, le responsable de l'enquête britannique, a déclaré que ce véhicule avait été déclarée épave par l'administration française après un premier accident et qu'il avait été réparé frauduleusement et remis en circulation, puis acheté par la société de location Étoile Limousines qui prêtait ses limousines pour l'hôtel Ritz ; d'après l'enquête de journaliste parue dans le livre de Jean-Michel Caradec'h : « ce véhicule n'avait plus un comportement stable au-delà de 70 km/h, constat révélé vingt ans après l'accident par un chauffeur de cette limousine ».
Selon les informations de l'association Mercedes-Benz Classe S W140 C140 France[source insuffisante], et après avoir lancé une pétition contre l'exposition de l'épave dans un musée, la Mercedes-Benz S 280 est finalement détruite le 25 janvier 2019[réf. souhaitée].

## Tentative d'assassinat du président géorgien
Le président de la Géorgie Edouard Chevardnadze a survécu à une tentative d'assassinat en 1998 à bord d'une S 600 blindée. Le cortège de sept voitures, a été bombardé par des tirs de mitrailleuses, des grenades et des obus antichars tard dans la nuit alors qu'il rentrait chez lui à Tbilissi, la capitale géorgienne. Cette tentative d'assassinat a entraîné la mort de deux gardes du corps et en a blessé gravement quatre autres. La S 600 blindée a su protéger ses occupants dont Chevardnadze et a résisté à l'attaque bien que celle-ci ait été fortement endommagée. À la suite de cet événement, Edouard Chevardnadze a envoyé une lettre de remerciement officielle à Mercedes-Benz. Daimler-Benz et Helmut Kohl, chancelier d'Allemagne encore en fonction lors de cet événement, ont alors offert au président géorgien une nouvelle limousine blindée de 350 000 $ en retour. La S 600 blindée détruite par l'embuscade, était également un cadeau de l'Allemagne et du constructeur automobile. Les raisons de ce cadeau étaient que Chevardnadze, auparavant ancien ministre des Affaires étrangères soviétique, a soutenu l'unification allemande en 1990.

## Dans la culture populaire

### Dans les films et séries
- Le coupé C140 est très présent dans le film français de 2000 Harry, un ami qui vous veut du bien ; une CL 500 de 1997 est utilisée[74] ;
- Une S 600 V140 est utilisée dans le film Le Transporteur. Frank Martin (Jason Statham) vole la voiture à l'antagoniste du film, Darren Bettencourt, après que sa BMW ait été détruite dans une explosion[75] ;
- Une S 500 V140 a été utilisée comme symbole de réussite par le chanteur 50 Cent dans son premier film Réussir ou mourir[76] ;
- Une 500 SEL V140 a été utilisée dans une longue course poursuite conduite par George Clooney contre trois BMW dans le film Le Pacificateur[77] ;
- Une 500 SEL V140 a été la voiture familiale du film Beethoven 2[78].

### Popularité
En Europe de l'Est, la W140 est l'une des voitures les plus populaires ; un symbole de réussite et prospérité, comme l'histoire d'un passionné Russe nommé Chubarov Boris Yakovlevich résidant à Novossibirsk, une des dispositions spéciales de son testament concernait une pierre tombale tout à fait unique destinée à perpétuer le lien spécial qu’il entretenait avec sa W140 un lien qui survivra à travers les âges.

### Crédits internes
- Cet article est partiellement ou en totalité issu de l'article intitulé « Mercedes-Benz C140 » (voir la liste des auteurs).

- (de) Cet article est partiellement ou en totalité issu de l’article de Wikipédia en allemand intitulé « Mercedes-Benz Baureihe 140 » (voir la liste des auteurs).

- (de) Cet article est partiellement ou en totalité issu de l’article de Wikipédia en allemand intitulé « Mercedes-Benz C 140 » (voir la liste des auteurs).

- (en) Cet article est partiellement ou en totalité issu de l’article de Wikipédia en anglais intitulé « Mercedes-Benz W140 » (voir la liste des auteurs).